# Łysiec (gmina)
Łysiec – dawna gmina wiejska w powiecie stanisławowskim województwa stanisławowskiego II Rzeczypospolitej. Siedzibą gminy był Łysiec.

## Historia
Gminę utworzono 1 sierpnia 1934 r. w ramach reformy na podstawie ustawy scaleniowej z dotychczasowych gmin wiejskich: Drohomirczany, Iwanikówka, Krechowce, Łysiec, Łysiec Stary, Posiecz, Radcza, Stebnik i Zabereże.
Do 1939 wójtem gminy był Czesław Nowak.
Po II wojnie światowej obszar gminy został odłączony od Polski i włączony do Ukraińskiej SRR.